# 自由查谟和克什米尔电视台
自由查谟和克什米尔电视台是巴基斯坦政府为查谟和克什米尔而建立的克什米尔语电视台，自由查谟和克什米尔电视台的缩写是AJK TV（Azad Jammu and Kashmir Television）。该电视台隶属于巴基斯坦电视台（PTV）。